# 白埼 (給糧艦)
白埼(しらさき)は、日本海軍の運送艦(給糧艦)。
杵埼型給糧艦の1隻。
艦名は岬の名であるが、白埼の名は海図上でも10カ所近くあり、どの地名を採用したかは判らない。
五島列島の若松島や三重県鳥羽沖の菅島、大分県佐伯湾東部に突き出した岬の名などがある。

## 艦歴
昭和16年(1941年)度(後にマル臨計画と呼称)に雑役船として計画された。
1942年(昭和17年)5月18日に大阪鉄工所桜島工場で起工、
4月20日白埼と命名、
8月20日本籍を呉鎮守府と仮定、
特務艦類別等級の運送艦、杵埼型に類別された。
同年11月5日進水、1943年(昭和18年)1月30日に竣工、
同日本籍を呉鎮守府とし、在役特務艦に定められ、
連合艦隊附属に編入された。
太平洋戦争では主に北方での糧食補給と海上護衛任務に従事した。
3月2日に呉を出港し大湊に回航した。
1944年(昭和19年)3月20日、幌筵東海岸で触礁し、大湊と函館で修理を実視した。
7月13日に大湊を出港し、千島方面の補給任務に従事した。
1945年(昭和20年)2月27日に大湊に入港、
4月は大湊に停泊し整備作業などを実視した。
23日に約42トン(仏トン以下同)、24日に約15トンの糧食を、また20日に50トン、24日に20トンの飲料水を搭載し、
25日17時56分(または55分)に出港、キ503船団の護衛と糧食補給任務のために占守島片岡に向かった。
終戦時は大湊に所在した。
1945年(昭和20年)10月5日除籍。
同年12月1日に特別輸送艦に指定され、
復員輸送に従事した。
その後特別保管艦に指定され、1947年(昭和22年)10月3日、青島で賠償艦として中国に引き渡され、国府海軍に所属し武陵(ウーリン)と命名。日本海軍の8センチ砲1門、40ミリ機銃1門を搭載。1949年、国共和平交渉決裂により揚子江上流に取り残された国府軍艦艇のうち「武陵」を含む何隻かは脱出を試み、その際4月23日に「武陵」は座礁するも離礁でき、台湾まで逃れることができた。
1954年（または1970年5月1日）に除籍された。